# Kámforfa
A kámforfa (közönséges kámforfa, Cinnamomum camphora) a babérfélék családjába tartozó Cinnamomum nemzetség egyik faja, a különböző fahéjfélék közeli rokona.

## Származása, elterjedése
Eredeti hazája Japán és Tajvan (és Dél-Kína), de már egész Kelet- és Délkelet-Ázsiában ültetik. Európába az arabok közvetítésével jutott el. Betelepítették több, trópusi, illetve szubtrópusi éghajlatú szigetre is, egyebek közt Madeirára.

## Megjelenése, felépítése
Eredeti élőhelyén akár 30 méter magasra is megnövő fa. Elágazó törzse erőteljesen fölfelé tör; ágrendszere sűrű, lombkoronája terebélyes.
Aromás illatú levelei 10 cm-nél rövidebbek, a hegyük hosszú. A fiatal levelek  vörös-barna árnyalatúak, később mélyzöldek lesznek. Felül fényesek, fonákjuk fehéres, erezetük igen jellegzetes.
Kellemes illatú, sárgás virágai aprók, jelentéktelen külsejűek.

## Életmódja
Örökzöld. Hosszú életű; nem ritkák a több száz éves példányok. Januártól áprilisig virágzik.

## Felhasználása
A hagyományos ázsiai gyógyászat egyik fontos gyógynövénye volt, mivel e fa kérgéből vonták ki vízgőzös desztillálással a kámfort. Leveleiből is nagy kámfortartalmú illóolaj nyerhető. Ez a jelentőségét a kámfor szintetikus előállítása jelentősen csökkentette: manapság egyre inkább díszfának ültetik.
Kínában kedvelt bútorfa. Leginkább azért kedvelik, mert a rovarok szinte egyáltalán nem károsítják. Főképpen selyem és egyéb ruhaanyagok, a hagyományos patikákban pedig a gyógykészítmények tárolására használják. Sötétvörös árnyalatú belső részei sokkal keményebbek, mint a külső, a kéreghez közel eső világosabb részek. Átható illata szinte korlátlan ideig érezhető. Közepesen kemény és közepesen nehéz bútorfa.

## Képek

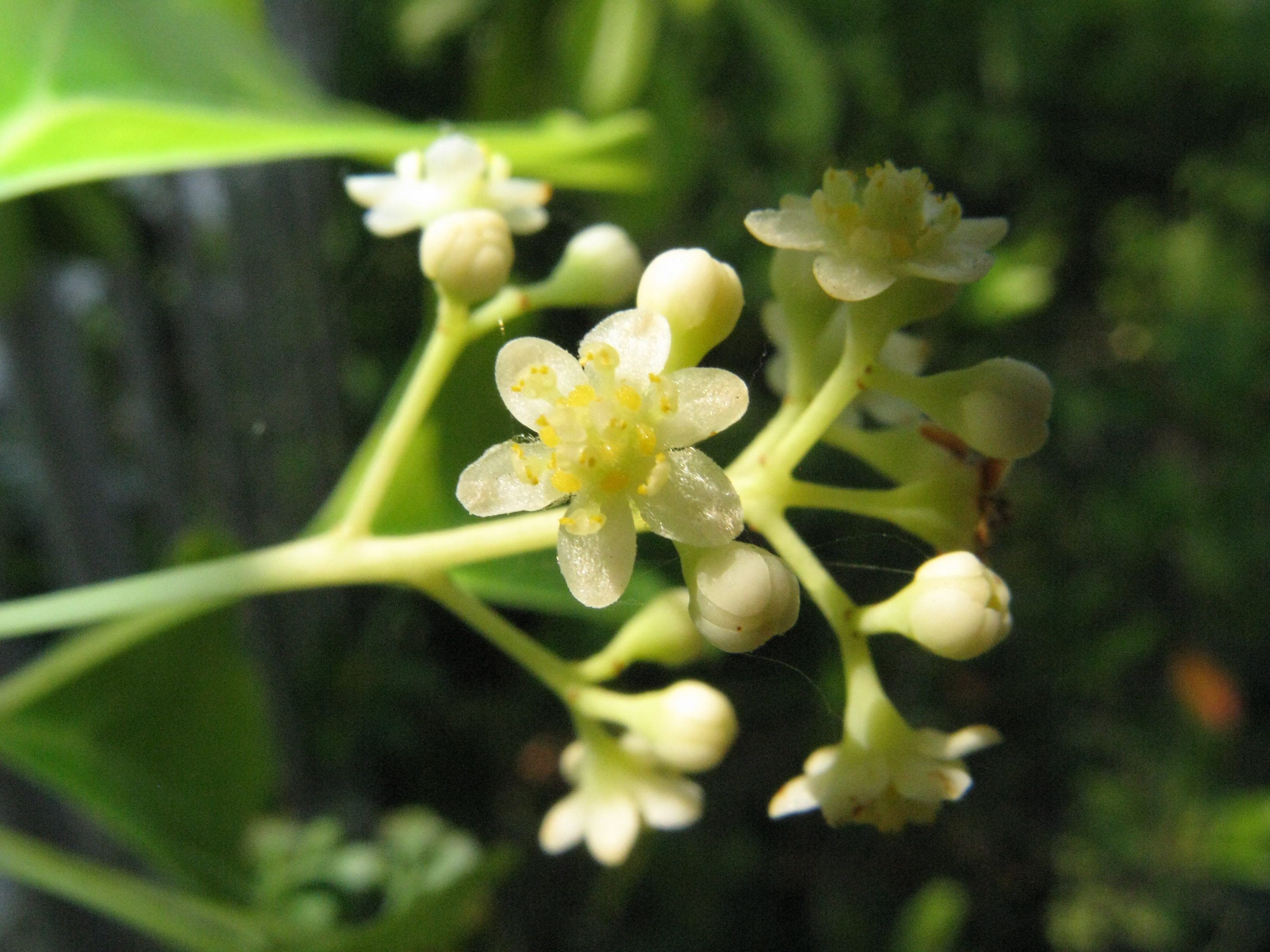
Virága
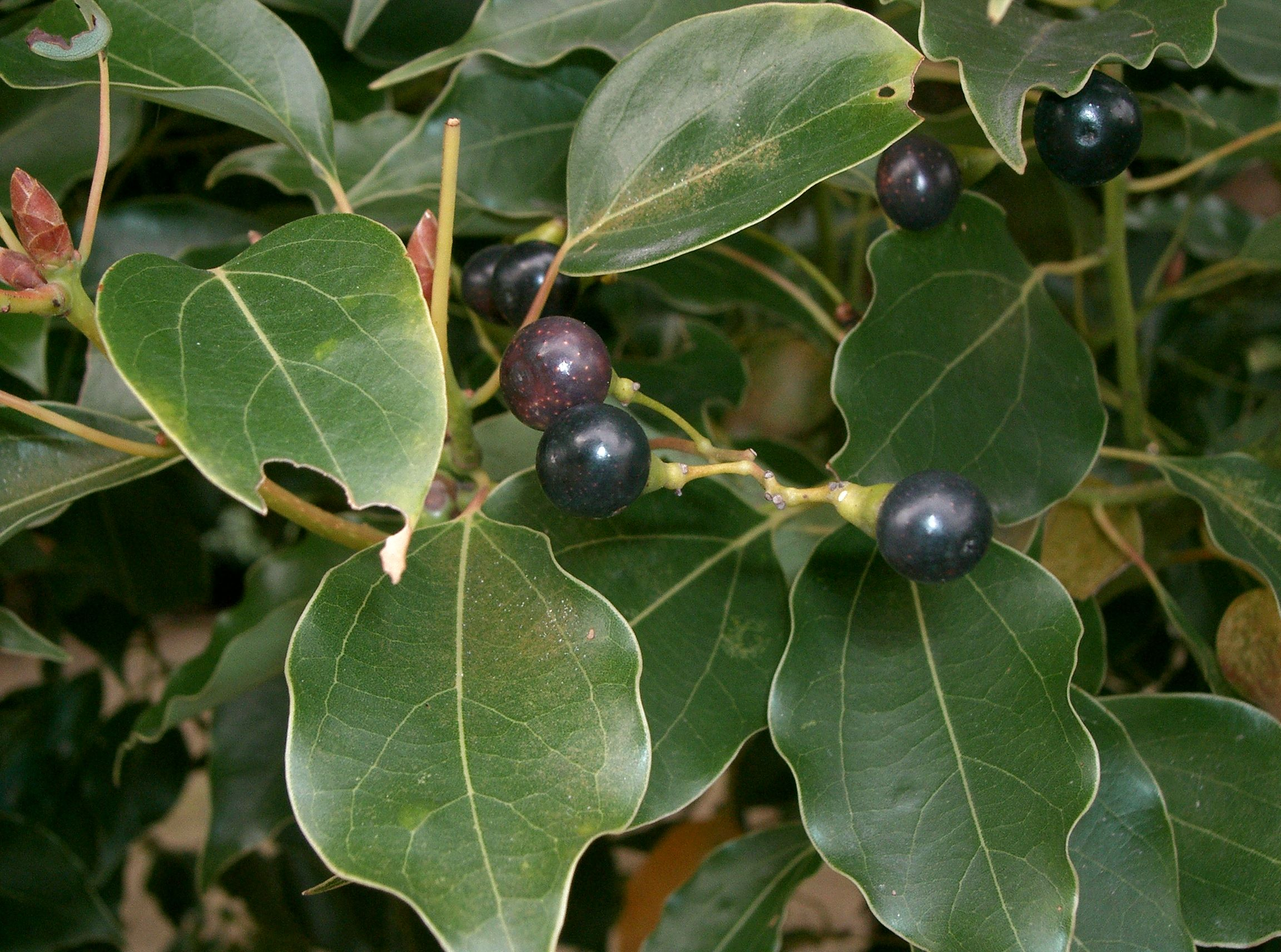
Levele és termése

## Érdekesség
Japánban az egyik oszakai vasútállomáson kivágás helyett körbeépítettek egy több százéves kámforfát. 